# Стромярка
Стромярка (Thalassornis leuconotus) — вид птахів родини качкових (Anatidae). Стоїть окремо від інших качок, проте має подібні риси з качками підродини Dendrocygninae. Стромярки — хороші нирці і можуть залишатися під водою півхвилини. Їх улюблена їжа — бутони водяних лілій.
Мешкає у Південній Африці, на території між Сенегалом та республікою Чад, Ефіопією і Південно-Африканською республікою. Населяють водні біотопи — болота, ставки, озера, де вони ховаються від природних ворогів.
Вид Thalassornis leuconotus має два підвиди — leuconotus і insularis. Останній проживає на Мадагаскарі і вважається зникаючим видом.